# 小行星25689
小行星25689（25689 Duannihuang）是一颗绕太阳运转的小行星，为主小行星带小行星。该小行星于2000年1月发现。

## 轨道参数
小行星25689的轨道半长轴为339 811 179 km（2.2714651 UA），离心率为0.139。